# Kyoto Concert Hall
Résidence

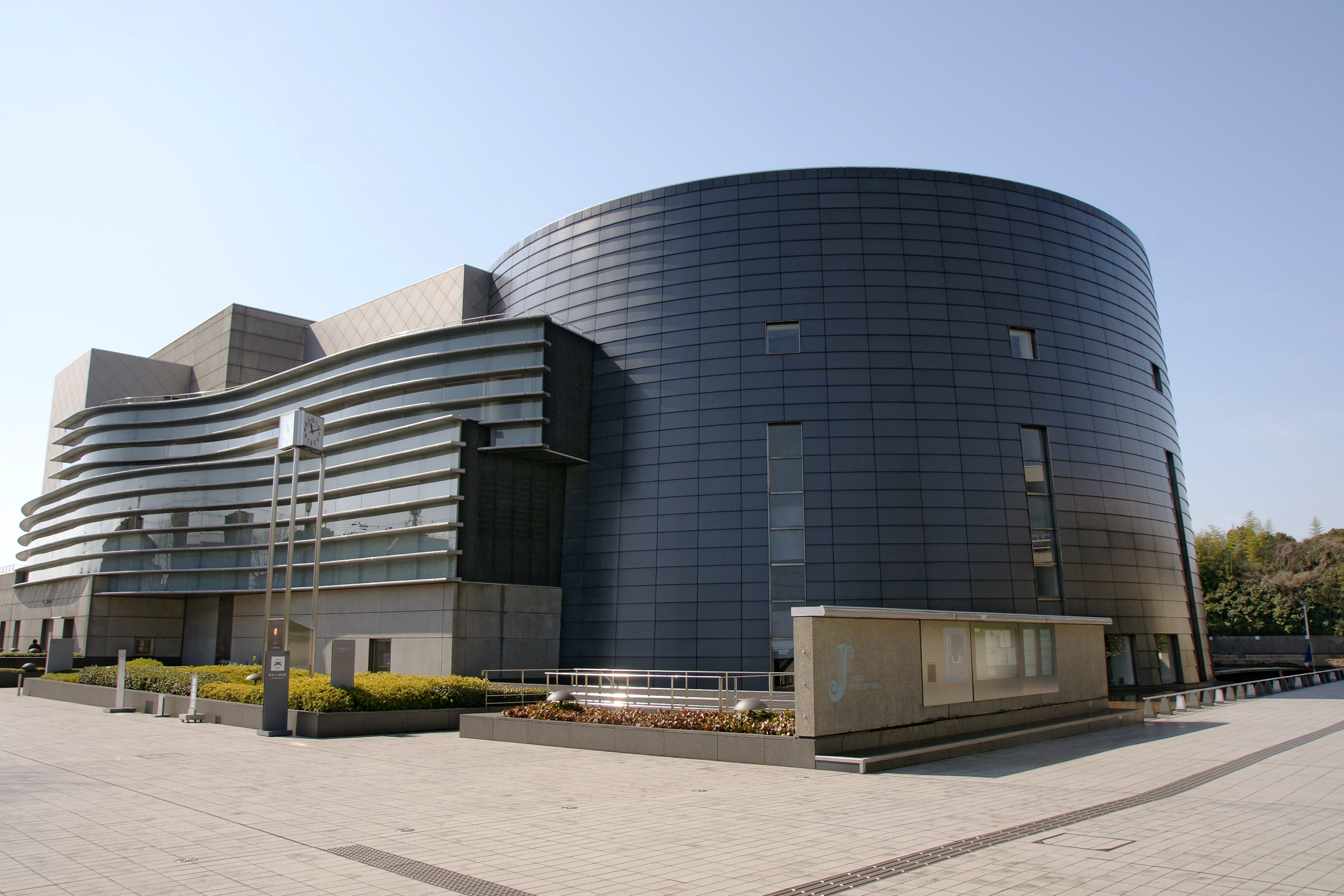
Le Kyoto Concert Hall

Le Kyoto Concert Hall (京都コンサートホール, Kyōto Konsāto Hōlu) est une salle de concert située dans l'arrondissement de Sakyō-ku à Kyoto au Japon. Elle est inaugurée en 1995 dans le cadre des célébrations du 1200e anniversaire de la fondation de l'ancienne capitale impériale Heian-kyō,. La salle principale de shoebox-style (en) compte 1833 places et le « Ensemble Hall Murata » en compte 500. L'Orchestre symphonique de Kyoto () y est domicilié. 
Le bâtiment, qui a coûté 16 700 millions de ¥ à la construction, dispose d'une superficie de 3 590 m2. Arata Isozaki en est l'architecte tandis que l'ingénierie acoustique est conçue par la société Nagata Acoustics,.

## Source de la traduction
- (en) Cet article est partiellement ou en totalité issu de l’article de Wikipédia en anglais intitulé « Kyoto Concert Hall » (voir la liste des auteurs).